# Championnat du monde des rallyes-raids 2015
Navigation
2014 2016
Le championnat du monde des rallyes-raids 2015 est la 13e édition du championnat du monde des rallyes-raids organisée par la Fédération internationale de motocyclisme. Il comporte 6 manches au calendrier.

## Participants

### Pilotes
Liste des principaux engagés :
| Moto                | Equipe                        | Pilote                  | Manches  |
| ------------------- | ----------------------------- | ----------------------- | -------- |
| Honda CRF 450       | Team HRC                      | Joan Barreda Bort       | 1-2, 6   |
| Honda CRF 450       | Team HRC                      | Kevin Benavides         | 6        |
| Honda CRF 450       | Team HRC                      | Ricky Brabec            | 1        |
| Honda CRF 450       | Team HRC                      | Paolo Ceci              | 6        |
| Honda CRF 450       | Team HRC                      | Jean de Azevedo         | 6        |
| Honda CRF 450       | Team HRC                      | Paulo Gonçalves         | 1-2, 4-6 |
| Honda CRF 450       | Team HRC                      | Jeremias Israel         | 2, 5     |
| Husqvarna 450 Rally | Husqvarna Factory Racing Team | Ruben Faria             | 6        |
| Husqvarna 450 Rally | Husqvarna Factory Racing Team | Pierre-Alexandre Renet  | 6        |
| Husqvarna 450 Rally | HT Husqvarna Rally Raid       | Jacopo Cerutti (en)     | 6        |
| Husqvarna 450 Rally | HT Husqvarna Rally Raid       | Alexander Smith         | 6        |
| Husqvarna 450 Rally | Team Casteu Adventure         | Rodrigo Thain           | 6        |
| KTM 450 Rally       | Team Casteu Adventure         | David Casteu            | 4        |
| KTM 450 Rally       | Team Casteu Adventure         | Charles Monier          | 4        |
| KTM 450 Rally       | Red Bull KTM Factory Team     | Marc Coma               | 1-2, 4   |
| KTM 450 Rally       | Red Bull KTM Factory Team     | Ruben Faria             | 1-2, 4   |
| KTM 450 Rally       | Red Bull KTM Factory Team     | Antoine Méo             | 5-6      |
| KTM 450 Rally       | Red Bull KTM Factory Team     | Toby Price              | 5-6      |
| KTM 450 Rally       | Red Bull KTM Factory Team     | Pablo Quintanilla       | 5-6      |
| KTM 450 Rally       | Red Bull KTM Factory Team     | Laia Sanz               | 6        |
| KTM 450 Rally       | Red Bull KTM Factory Team     | Sam Sunderland          | 1-2, 5-6 |
| KTM 450 Rally       | Red Bull KTM Factory Team     | Jordi Viladoms          | 2, 4-6   |
| KTM 450 Rally       | Red Bull KTM Factory Team     | Matthias Walkner        | 1-2, 4-6 |
| KTM 450 Rally       | Nomade Racing                 | Loïc Minaudier          | 6        |
| KTM 450 Rally       | Nomade Racing                 | Olivier Pain            | 6        |
| KTM 450 Rally       | Nomade Racing                 | Jamie Smith             | 6        |
| KTM 450 Rally       | Nomade Racing                 | Gilles Vanderweyen      | 6        |
| KTM 450 Rally       | Orlen Team                    | Jakub Piątek            | 1-4, 6   |
| KTM 450 Rally       | KTM UAE                       | Mohammad Al-Balooshi    | 1-3, 5-6 |
| KTM 450 Rally       | KTM Warsaw Rally Team         | Armand Monleón          | 1-2, 4   |
| KTM 450 Rally       | KTM Warsaw Rally Team         | Pablo Quintanilla       | 1-2, 4   |
| KTM 450 Rally       | KTM Warsaw Rally Team         | Juan Carlos Salvatierra | 1, 3     |
| KTM 450 Rally       | KTM Warsaw Rally Team         | Paweł Stasiaszek        | 1        |
| Sherco TVS 450      | Sherco TVS Rally Factory      | Alain Duclos            | 6        |
| Sherco TVS 450      | Sherco TVS Rally Factory      | Juan Pedrero            | 4, 6     |
| Sherco TVS 450      | Sherco TVS Rally Factory      | Florent Vayssade        | 6        |
| Suzuki RMZ 450      | Suzuki Rallye Team            | José Ignacio Cornejo    | 5-6      |
| Suzuki RMZ 450      | Suzuki Rallye Team            | Daniel Gouet            | 5-6      |
| Yamaha WR 450F      | Yamaha Racing Yamalube        | Alessandro Botturi (ca) | 4, 6     |
| Yamaha WR 450F      | Yamaha Racing Yamalube        | Xavier de Soultrait     | 6        |
| Yamaha WR 450F      | Yamaha Racing Yamalube        | Helder Rodrigues        | 4, 6     |
| Yamaha WR 450F      | Yamaha Racing Yamalube        | Adrien van Beveren      | 4, 6     |

## Calendrier et règlement

### Manches du championnat[1]
| Date de début | Date de fin | Epreuve                     |
| ------------- | ----------- | --------------------------- |
| 27/03/2015    | 02/04/2015  | Abu Dhabi Desert Challenge  |
| 19/04/2015    | 24/04/2015  | Sealine Cross-Country Rally |
| 10/05/2015    | 17/05/2015  | Pharaon's Rally             |
| 06/06/2015    | 11/06/2015  | Sardegna Rally Race (en)    |
| 30/08/2015    | 05/09/2015  | Atacama Rally               |
| 03/10/2015    | 09/10/2015  | OiLibya Rally               |

## Résultats
| Manche | Rallye                                                           | Podium | Podium                  | Podium               | Podium                    |
| Manche | Rallye                                                           | Pos.   | Pilote                  | Pilote F             | Pilote Quad               |
| ------ | ---------------------------------------------------------------- | ------ | ----------------------- | -------------------- | ------------------------- |
| 1re    | Abu Dhabi Desert Challenge 27 mars - 2 avril résultats détaillés | 1er    | Marc Coma               | Anastasiya Nifontova | Mohamed Abu Issa          |
| 1re    | Abu Dhabi Desert Challenge 27 mars - 2 avril résultats détaillés | 2e     | Sam Sunderland          |                      | Rafał Sonik               |
| 1re    | Abu Dhabi Desert Challenge 27 mars - 2 avril résultats détaillés | 3e     | Pablo Quintanilla       |                      | Nelson Sanabria           |
|        |                                                                  |        |                         |                      |                           |
| 2e     | Sealine Cross-Country Rally 19 - 24 avril résultats détaillés    | 1er    | Marc Coma               | Anastasiya Nifontova | Rafał Sonik               |
| 2e     | Sealine Cross-Country Rally 19 - 24 avril résultats détaillés    | 2e     | Joan Barreda Bort       |                      | Mohamed Abu Issa          |
| 2e     | Sealine Cross-Country Rally 19 - 24 avril résultats détaillés    | 3e     | Paulo Gonçalves         |                      | Kamil Wiśniewski          |
|        |                                                                  |        |                         |                      |                           |
| 3e     | Rallye des Pharaons 10 - 17 mai résultats détaillés              | 1er    | Jakub Piątek            | Anastasiya Nifontova | Mohamed Abu Issa          |
| 3e     | Rallye des Pharaons 10 - 17 mai résultats détaillés              | 2e     | Juan Carlos Salvatierra |                      | Rafał Sonik               |
| 3e     | Rallye des Pharaons 10 - 17 mai résultats détaillés              | 3e     | Mohammed Balooshi       |                      |                           |
|        |                                                                  |        |                         |                      |                           |
| 4e     | Sardegna Rally Race (en) 6 - 11 juin résultats détaillés         | 1er    | Matthias Walkner        | Rosa Romero          | Rafał Sonik               |
| 4e     | Sardegna Rally Race (en) 6 - 11 juin résultats détaillés         | 2e     | Armand Monleón          |                      | Kamil Wiśniewski          |
| 4e     | Sardegna Rally Race (en) 6 - 11 juin résultats détaillés         | 3e     | Hélder Rodrigues        |                      | Stéphane Marthoud         |
|        |                                                                  |        |                         |                      |                           |
| 5e     | Rallye Atacama 30 août – 5 septembre résultats détaillés         | 1er    | Pablo Quintanilla       |                      | Ignacio Casale            |
| 5e     | Rallye Atacama 30 août – 5 septembre résultats détaillés         | 2e     | Matthias Walkner        |                      | Rafał Sonik               |
| 5e     | Rallye Atacama 30 août – 5 septembre résultats détaillés         | 3e     | Sam Sunderland          |                      | Mauro Almeida             |
|        |                                                                  |        |                         |                      |                           |
| 6e     | Rallye du Maroc 3 - 9 octobre résultats détaillés                | 1er    | Sam Sunderland          |                      | Rafał Sonik               |
| 6e     | Rallye du Maroc 3 - 9 octobre résultats détaillés                | 2e     | Matthias Walkner        |                      | Eduardo Marco Sechaniz    |
| 6e     | Rallye du Maroc 3 - 9 octobre résultats détaillés                | 3e     | Paulo Gonçalves         |                      | Covadonga Fernadez Suarez |
|        |                                                                  |        |                         |                      |                           |
|        | Classement mondial                                               | 1er    | Matthias Walkner        | Anastasiya Nifontova | Rafał Sonik               |
|        |                                                                  |        |                         |                      |                           |